# Beautiful Intentions
A Beautiful Intentions Melanie Chisholm brit énekesnő harmadik szólóalbuma, az első albuma a Red Girl Records kiadónál. 2005-ben jelent meg, a Barfly miniturnén népszerűsítette.
Az album első két kislemeze a Next Best Superstar és a Better Alone. A harmadik, utolsó kislemez, a First Day of My Life csak az album új kiadásán szerepelt, és Németországban listavezető lett. Melanie 2006-ban a Better Alone-t is kiadta Németországban is, de ott nem volt olyan sikeres, mint a First Day of My Life.

## Számlista
1. Beautiful Intentions
2. Next Best Superstar
3. Better Alone
4. Last Night on Earth
5. You Will See
6. Never Say Never
7. Good Girl
8. Don’t Need This
9. Little Piece of Me
10. Here and Now
11. Take Your Pleasure
12. You’ll Get Yours

A második kiadáson az első helyen szerepel a First Day of My Life, ezt követi sorrendben a többi dal.